# Нягослово
Нягослово — деревня в Череповецком районе Вологодской области.
Входит в состав Ягановского сельского поселения, с точки зрения административно-территориального деления — в Ягановский сельсовет.
Расстояние по автодороге до районного центра Череповца — 36 км, до центра муниципального образования Яганово — 6 км. Ближайшие населённые пункты — Малые Стражи, Большие Стражи, Починок.
По переписи 2002 года население — 3 человека.